# Jörg Pfeifer
Pour les articles homonymes, voir Pfeifer.
Jörg Pfeifer (né le 19 mars 1952 à Mersebourg) est un athlète allemand spécialiste du 100 mètres et du 200 mètres.

## Carrière

### Palmarès
| Date | Compétition                   | Lieu           | Résultat | Épreuve    | Performance |
| ---- | ----------------------------- | -------------- | -------- | ---------- | ----------- |
| 1970 | Championnats d'Europe juniors | Paris-Colombes | 5e       | 100 mètres | 10 s 81     |
| 1970 | Championnats d'Europe juniors | Paris-Colombes | 4e       | 200 mètres | 22 s 24     |
| 1970 | Championnats d'Europe juniors | Paris-Colombes | 4e       | 4 × 100 m  | 41 s 04     |
| 1971 | Championnats d'Europe         | Helsinki       | 3e       | 200 mètres | 20 s 72     |
| 1976 | Jeux olympiques d'été         | Montréal       | 2e       | 4 × 100 m  | 38 s 66     |

### Records
| Épreuve    | Performance | Lieu     | Date |
| ---------- | ----------- | -------- | ---- |
| 100 mètres | 10 s 2      |          | 1971 |
| 200 mètres | 20 s 72     | Helsinki | 1971 |